# Hagby landskommun, Uppland
För landskommunen med detta namn i Uppland, se Hagby landskommun, Småland.
Hagby landskommun var en tidigare kommun i Uppsala län. 

## Administrativ historik
Kommunen inrättades i Hagby socken i Hagunda härad i Uppland när 1862 års kommunalförordningar trädde i kraft 1863. 
Vid kommunreformen 1952 gick den upp i Södra Hagunda landskommun, som 1967 uppgick i Uppsala stad som 1971 ombildades till Uppsala kommun. 